# Vernís (ceràmica)
Per definició general, s'anomena vernís la substància líquida i transparent, de composició resinosa, usada per a cobrir superfícies amb una pel·lícula brillant i protectora. Més en concret, en terrisseria i ceràmica, es diu vernís la suspensió col·loidal que s'aplica, generalment en estat cru, en la superfície de les peces en elaboració, i que una vegada cuites els donarà una lluentor característica i els servirà d'impermeabilitzant.
En la producció ceràmica, és important diferenciar l'antic vernís no vitri, característic de la fàbrica clàssica grega, la terra sigillata romana i altres ceràmiques itàliques, del vernís vitri comú a les diferents tècniques emprades en les peces vidriades.

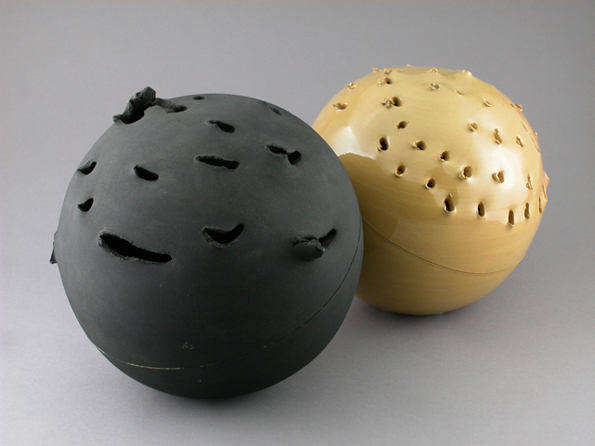
Esferes de terracota amb vernís i amb òxid; obra de Lucio Fontana del 1957, en el Museu Internacional de Ceràmica de Faenza

## Vernís antic clàssic (no vitri)
Diferents especialistes coincideixen que el vernís antic, usat en les ceràmiques gregues i itàliques de figures negres, figures vermelles i obra amb vernís negre, així com en la terra sigillata romana, s'aconseguia a partir d'argiles desfloculades, a les quals és probable que s'afegissin aglutinants orgànics. La característica diferenciadora del vernís clàssic amb el vitri rau que aquell no vitrifica durant la cuita per mancar de components de sílexs.

## Vernís estannífer
Anomenat així per ser la seva base l'estany fos amb plom, als quals s'afegeixen sal, sorra i aigua. S'utilitza després de la primera cocció, banyant (per immersió o abocament) les peces, que després, després de la segona cuita, es presenten amb un esmalt blanc característic (blanc estannífer).

## Vernís enlluernador
Aquesta tècnica ornamental molt usada a Roma i paral·lela a la del vernís negre, s'aconseguia banyant les peces amb un vernís antic ric en òxids metàl·lics (Fe O), que produïen efectes iridescents després de la cocció.

## Vernís negre

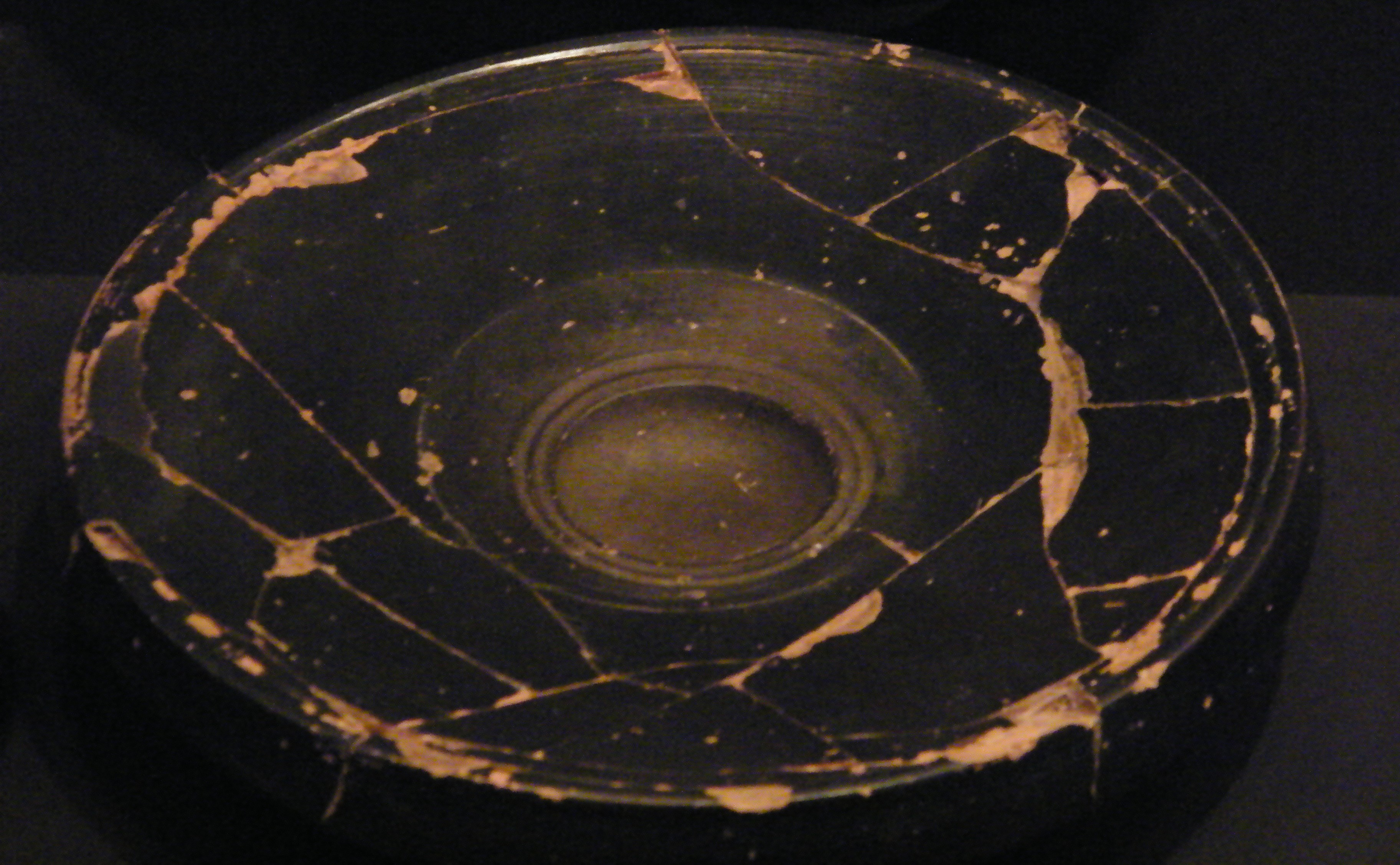
Plat àtic de vernís negre. Necròpoli de l'Albufereta (Alacant). Segon quart del. Museu Arqueològic d'Alacant, País Valencià

El vernís negre forma part del conjunt de vernissos antics; s'obtenia en força d'argiles riques en ferro cuites en atmosfera reductora.

## Vernís plumbífer
Rep tal nom pel plom que forma part de la seva composició, juntament amb sal i sorra molts i barrejats amb aigua. El vernís plumbífer o plumbi (amb el qual es banyen les peces en cru i abans de la cuita) produeix un vidrat brillant i transparent que permet conservar els colors originals del fang o de l'engalba. També es poden aconseguir coloracions afegint-hi prèviament els òxids metàl·lics corresponents.

## Vernís vermell

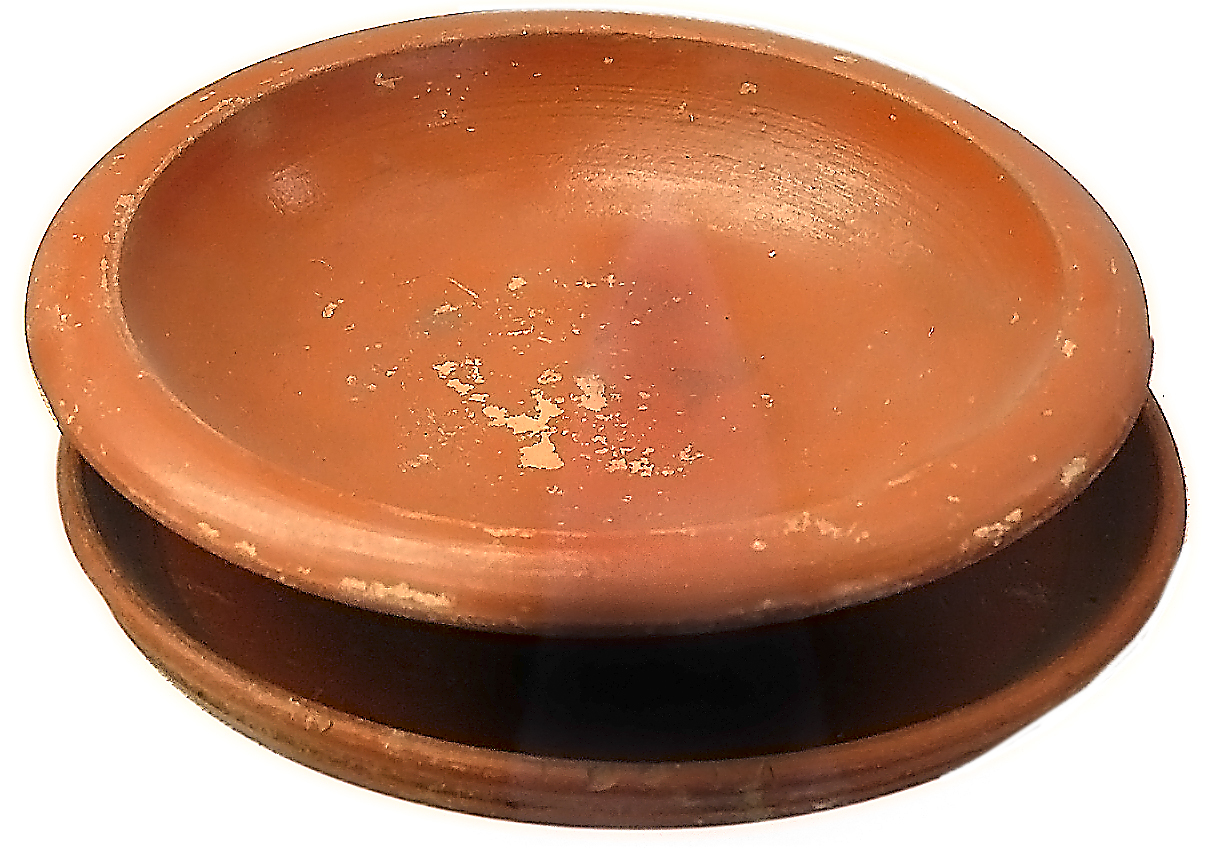
Plat romà decorat amb vernís vermell. Jaciment en la conca del riu Trabancos, Nava del Rey (Valladolid)

Les superfícies ceràmiques cobertes amb aquesta tècnica de decoració, similar a la del vernís negre i el vernís enlluernador, és a dir, partint d'un vernís antic ric en pigments de ferro, després de ser cuits en oxidació presenten tons vermellosos.

## Digressions, confluències i síntesis
Com s'ha vist, en el llenguatge ceràmic, vernís és un terme amb un significat ampli i controvertit, segons el context. També s'hi aplica el significat d'engalba fundent, i fins i tot se sol utilitzar com a sinònim d'esmalt ceràmic o vidrat.
En l'aspecte tècnic artesanal, sembla comú a totes les cultures que, per a elaborar el vernís, es parteixi d'una selecció d'argiles naturals a les quals s'afegeix aigua i algun desfloculador, separant la part més interessant de la barbotina, normalment la capa intermèdia després que reposi la suspensió. Depenent del contingut en òxids, de l'atmosfera de cocció i la temperatura s'obtindrà un envernissat de diferent color, i s'arribarà a una veritable vitrificació quan la temperatura és elevada.